# Les Aynans
Les Aynans is een gemeente in het Franse departement Haute-Saône (regio Bourgogne-Franche-Comté) en telt 344 inwoners (2011). De plaats maakt deel uit van het arrondissement Lure.

## Geografie
De oppervlakte van Les Aynans bedraagt 7,8 km², de bevolkingsdichtheid is 44,4 inwoners per km².
De onderstaande kaart toont de ligging van Les Aynans met de belangrijkste infrastructuur en aangrenzende gemeenten.

## Demografie
Onderstaande figuur toont het verloop van het inwonertal (bron: INSEE-tellingen).